# Junior Caldera
Жером Дюма, более известный как Джуниор Кальдера ; фр. Junior Caldera — французский диджей из Парижа. Кальдера находился под влиянием многих музыкальных стилей и делал музыку в жанре рок, прежде чем в 2002 году занялся музыкой жанра хаус. На данный момент[какой?] он выпустил два студииных альбома, а также множество официальных синглов, два из которых попали в топ — 40 французского музыкального чарта. Кроме своей сольной карьеры, Кальдера продюсировал ремиксы для таких музыкантов, как Паулины Рубио, Энрике Иглесиас, Pussycat Dolls, а также выпустил ремикс на песню Джанет Джексон «Call on Me»

## История
После своего ухода в электронную музыку в 2002 году, Кальдера получил место резидента в клубе D! в Лозанне, а в 2003 году, он выиграл конкурс, и получил возможность выступить на разогреве у Давида Гетта. Позже, он перешёл к электронной танцевальной музыке, и в 2007 году, его трек Sexy, стал популярным во многих французских клубах, а также попал в пятёрку французских клубных чартов.
18 мая 2009 года Кальдера выпустил свой первый студийный альбом Debut, который попал на 193 место в французском чарте. В качестве гостя в альбоме выступила Софи Эллис — Бекстор. На данный момент[какой?] он опубликовал три официальных сингла: «Feel It» — выпущен в феврале 2008 года, но не попал в чарты; «Sleeping Satellite» (хаус — ремикс на трек Тэсмин Арчер), выпущен 15 сентября 2008 года, и попал на 37 место в французских чартах, оставаясь на этом месте в течение 12 недель.
В 2012 году он выпустил трек «Lights Out(Go Crazy)», в котором приняли участие Наталия Киллс, а также Far East Movement. Трек был опубликован в трейлере к игре Tekken Tag Tournament 2.
22 февраля 2010 года Кальдера выпустил сингл «Can’t Fight this Feeling», который достиг 13 позиции в французских чартах, и оставался там на протяжении 17 недель. Трек также стал популярным в России, где возглавил чарты, а также стал мировым хитом на клубной сцене. В этом же году, он выпустил ремикс на песню «Live Your Dreams». Данный трек — совместная работа Сорайи Арнелас и диджея Антуана Кламарана. Песня оказалась очень успешной и попала в чарты в 14 странах.

## Дискография
Альбомы
- Debut (2009)
- Debut (Gold Edition) (2022)